# STMPD RCRDS
STMPD RCRDS (uitgesproken als "Stempd Records") is een Nederlands platenlabel dat werd opgericht op 4 maart 2016 door de Nederlandse dj en producer Martin Garrix.

## Geschiedenis
Martin Garrix maakte voor het eerst bekend bezig te zijn met de oprichting van een platenlabel in De Dino Show en in zijn YouTube-miniserie The Martin Garrix Show. Het nieuws kwam vlak nadat Garrix platenlabel Spinnin' Records en MusicAllStars Management had verlaten op 27 augustus 2015. De scheiding was volgens Garrix het gevolg van onenigheid over de rechten op zijn muziek.
De naam van het label verwijst naar postzegels en werd geïnspireerd door het postzegelveilingbedrijf van zijn vader.
Garrix bracht het eerste nummer van het label uit: "Now That I've Found You", met zang van John Martin en Michel Zitron. Het nummer werd instrumentaal uitgebracht op 11 maart 2016 onder de naam "Don't Crack Under Pressure". De melodie is gemaakt door Martin Garrix tijdens Dancefair in april 2015 en werd later gespeeld tijdens een optreden op het Sziget-festival.
Om het nieuwe label te vieren, organiseerde Garrix een feest in STORY nightclub op 18 maart 2016 na het afsluiten van het Ultra Music Festival Miami.

## Artiesten
- Alpharock[8]
- Area21[9]
- Arty[10]
- Bad Decisions[11]
- Blinders[12]
- Brooks[13]
- CMC$[14]
- Codes[15]
- Conro[16]
- Crash Land[17]
- Disero[18]
- DubVision[19]
- Dyro
- LIØNE[20]
- Loopers[16]
- Julian Jordan[8]
- Justin Mylo[21]
- JIGS[22]
- Martin Garrix[23]
- Matisse & Sadko[24]
- Mesto
- Raiden[19]
- Salvatore Ganacci[25]
- Todd Helder[26]
- Third Party[27]
- TV Noise[28]
- Chris Maillé[28]
- Vluarr